# Системна психологія
Системна психологія — це галузь прикладної психології, яка вивчає людську поведінку і досвід роботи в складних системах.
В її основі лежить теорія систем та системне мислення, базується на основі теоретичної роботи Роджера Баркера, Грегорі Бейтсона, Умберто Матурана та інших науковців. Це підхід в психології, в якому групи та окремих осіб, розглядають як системи в стані гомеостазу.
Альтернативні назви: «систематична психологія», «системна поведінка» «психологія, заснована на системах».

## Типи СП
Прикладна системна психологія
Де-Грін в 1970 році описав прикладну системну психологію яка є пов'язаною з інженерною психологією і людським чинником.
Когнітивна системна теорія
Когнітивна системна психологія є частиною когнітивної психології, як і екзистенціальної психології (Людвіг Бінсвангер), намагається вивчити бар'єр між станом свідомості та несвідомого .
Контрактно-системна психології
Контрактно-системна психологія вивчає актуалізацію людських систем через їх участь в організаціях .
Сімейна системна психологія
загальніша назва для підгалузі сімейної психотерапії. Такі науковці як Мюррей Боуен, Майкл Керр, і Баард , та інші дослідники почали теоретизацію психології сім'ї як системи .
Органістично-системна психологія
Завдяки застосуванню систем органістично-системної біології стосовно людської поведінки, Людвиг фон Берталанфі задумав і розробив органістично-ситемну психологію. Яка як теоретична перспектива, необхідна для поступового розуміння різних шляхів розвитку людської особистості і як вона може розвиватися належним чином, спираючись на цілісні інтерпретації людської поведінки..

## Пов'язані галузі
- Ергономіка
- Сімейна терапія
- Організаційна психологія
- Теорія перцепційного контролю
- Психосинтез